# Choristella leptalea
Choristella leptalea is een slakkensoort uit de familie van de Lepetellidae. De wetenschappelijke naam van de soort is voor het eerst geldig gepubliceerd in 1897 door Bush.